# Christkönigkirche (Ravensburg)

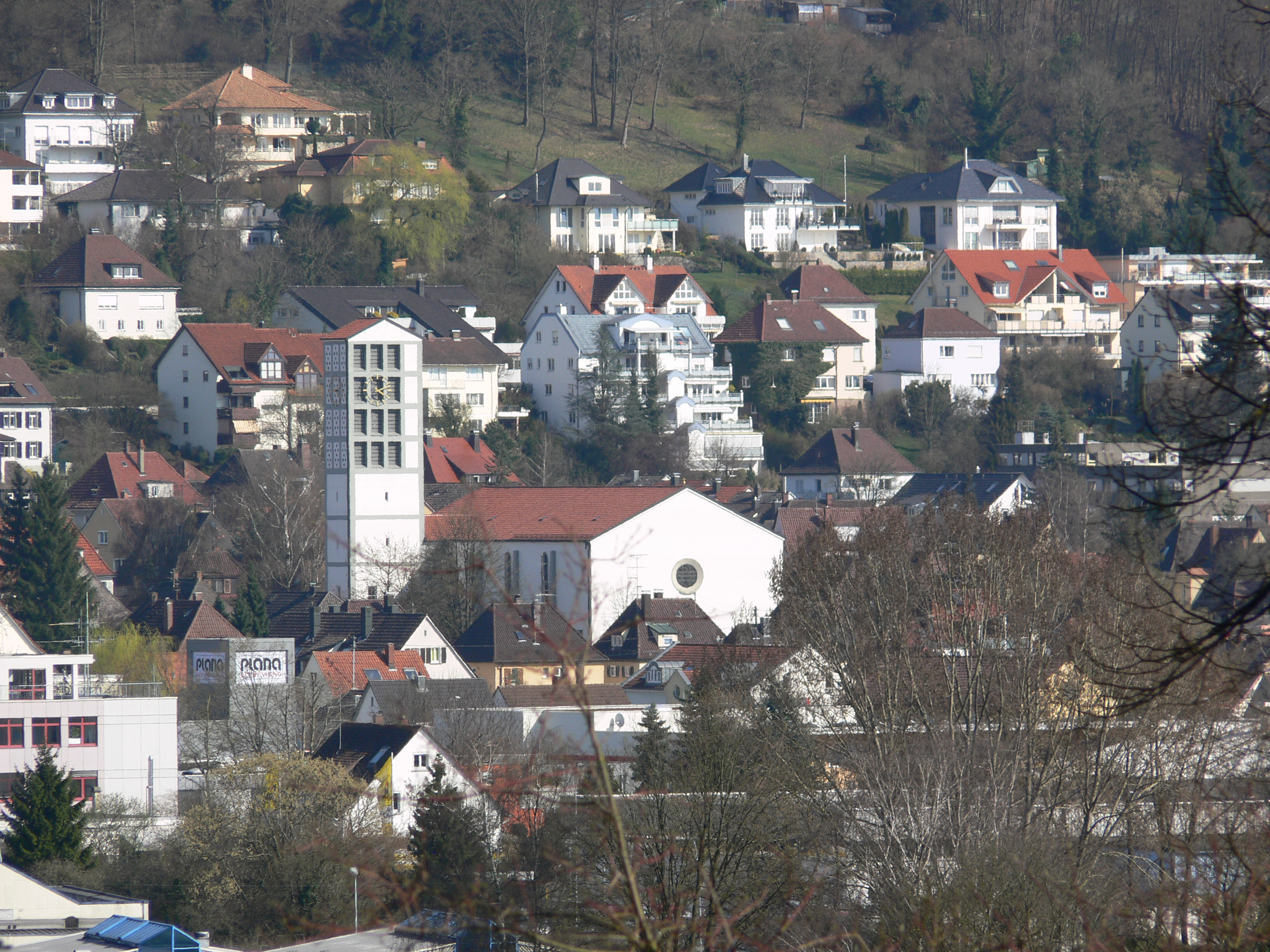
Ansicht von Westen

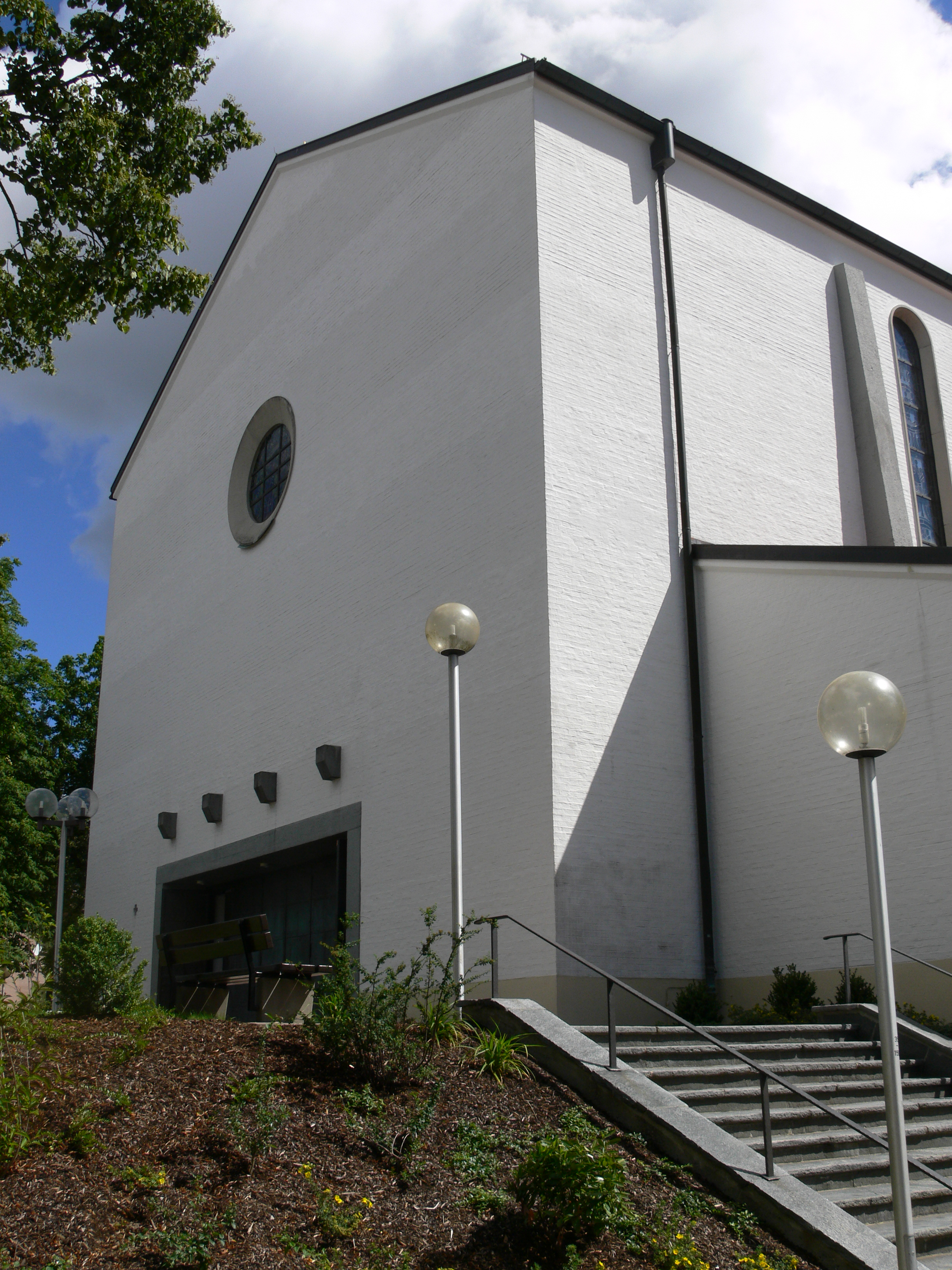
Christkönigkirche, Ansicht der Westfassade

Die Christkönigkirche ist ein Kirchengebäude in Ravensburg in Baden-Württemberg. Die Kirche liegt in der Ravensburger Südstadt. Die Kirchengemeinde gehört zur Seelsorgeeinheit Ravensburg Mitte im Bistum Rottenburg-Stuttgart.

## Geschichte und Architektur
Die Hallenkirche mit einem Seitenschiff wurde 1952 nach Plänen des Baumeisters Franz Hepp errichtet. Der Turm ist 33 Meter hoch. Geweiht wurde die Kirche am 26. Oktober 1952 von Bischof Carl Joseph Leiprecht. Der Chorraum wurde 2001 renoviert und von Hubert Elsässer neu gestaltet. Ihm war wichtig, dass im Gegensatz zum rechteckigen Kirchenschiff runde Formen dominieren. Durch eine runde Anordnung der Stufenanlage wurde die obere Chorebene mit dem Boden des Schiffes verbunden. Der Altar, in äußerlich eckiger und innen runder Form, wurde zum Mittelpunkt der Kirche. In ihm soll die Idee der Verbindung von Tisch und Opferstein verwirklicht werden. Das Farbspiel mit dunklem und hellem Marmor ist beabsichtigt. Die Wandfresken sind Arbeiten von Elsässers Tochter Julia Elsässer-Eckert. Die Glasfenster wurden von 1952 bis 1966 nach Entwürfen des Glaskünstlers Wilhelm Geyer angefertigt.

## Ausstattung

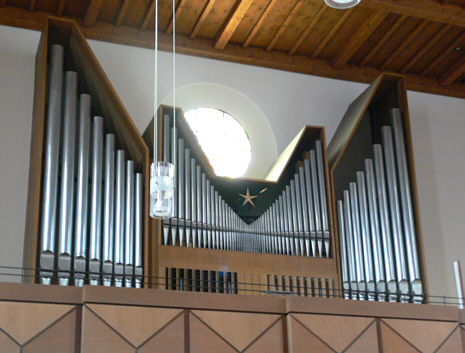
Ansicht der Orgel

Für die künstlerische Ausstattung zeichnete Maria Elisabeth Stapp verantwortlich.
- Die außergewöhnliche Kreuzigungsgruppe wurde 1956 anlässlich des 80. Geburtstags des Papstes Pius XII. aufgestellt.
- Die Pietà, die Muttergottesstatue, der Tabernakel, die Kanzel und der Taufstein mit biblischen Darstellungen wurden bis 1962 angefertigt.[4]

Die zunächst eingesetzte Reiser-Orgel (op. 246) mit 9 Registern wurde 1962 durch eine Orgel mit 32 + 1 Registern (III/P) des Orgelbauunternehmens E. F. Walcker & Cie. ersetzt. Die Pfeifen stehen auf Schleifladen, die Spieltraktur ist mechanisch, die Registertraktur elektrisch. 1998–1999 wurde die Orgel durch Orgelbau Wiedenmann generalüberholt.